# Route nationale 6 (Nouvelle-Zélande)
Pour les articles homonymes, voir Route nationale 6.
La route nationale 6 (SH 6) est une route nationale majeure de Nouvelle-Zélande. Elle s'étend de la région de Marlborough dans le coin nord-est de l'île du Sud jusqu'au sommet de l'île, puis sur toute la longueur de l'île, d'abord le long de la côte ouest, puis à travers les Alpes du Sud jusqu'à l'intérieur des terres d'Otago et enfin à travers les plaines du Southland jusqu'à la côte sud de l'île. Les distances sont mesurées du nord au sud.
Cette route est la plus longue du pays, bien qu'à elle seule elle ne soit plus courte que le total combiné des deux routes qui composent SH 1, SH 1N et 1S.
La RN6, sur la majeure partie de son tracé, est une route à deux voies à chaussée unique, à l'exception d'une section de 5,4 km qui est une route à double chaussée à Invercargill, et des voies de dépassement à Invercargill et Nelson, avec des intersections au niveau du sol et des accès à la propriété, tant dans les zones rurales qu'urbaines.
Les ronds-points sont courants dans les grandes villes, avec des feux de circulation uniquement présents à Invercargill, Queenstown, Richmond et Tāhunanui, avec des signaux contrôlant également Iron Bridge dans la partie supérieure de Buller Gorge, Fern Arch dans la partie inférieure de Buller Gorge près de Westport et le pont Albert Town sur la rivière Clutha près d'Albert Town.
La NZTA a classé la route comme une route artérielle, à l'exception de deux sections entre Blenheim (SH 1) et Richmond (SH 60) et entre Cromwell (SH 8B) et Five Rivers (SH 97) où la SH 6 est classée comme une route stratégique régionale.

## Itinéraire

### Marlborough

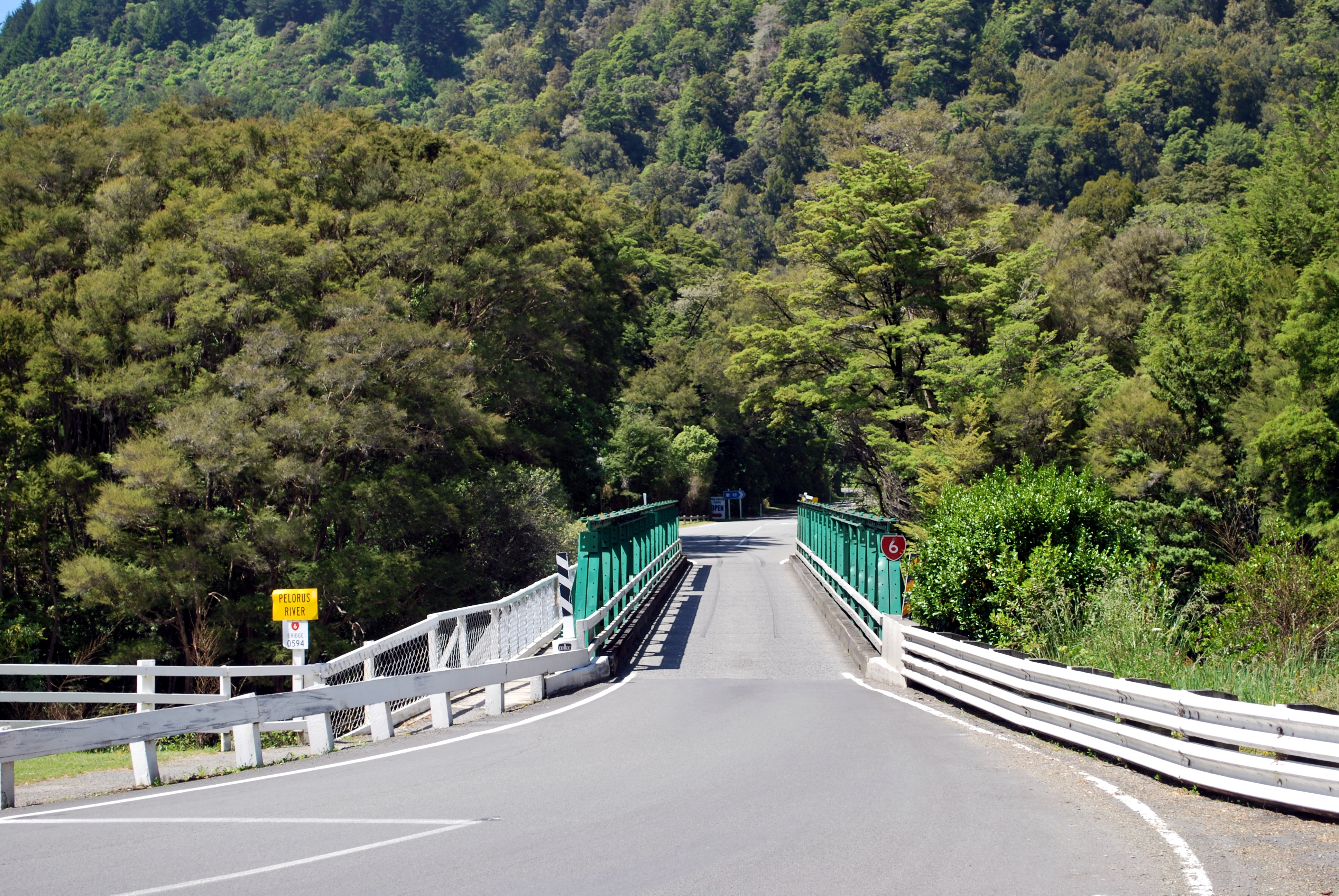
La route nationale 6 traverse la rivière Pelorus à Marlborough

La route nationale 6 quitte la route nationale 1 (SH 1) à Blenheim, se dirigeant d'abord vers l'ouest en passant par Woodboune jusqu'à Renwick. À Renwick, la route tourne vers le nord, traverse la rivière Wairau et suit la vallée de la rivière Kaituna pour rejoindre Pelorus Sound/Te Hoiere à Havelock.
Depuis Havelock, la route se dirige vers l'intérieur des terres jusqu'à la vallée de la rivière Pelorus. Au pont Pelorus, la route tourne à nouveau vers le nord à travers la vallée de Rai et traverse la région de Nelson à la selle de Rai.

### Nelson-Tasman
La route mène ensuite vers le sud-ouest en traversant la selle de Whangamoa et en s'approchant de la côte de la baie de Tasman / Te Tai-o-Aorere. La route traverse Nelson et la ville voisine de Richmond, continuant vers le sud-ouest à travers les plaines des rivières Wairoa et Motueka.
Depuis ces plaines, la route nationale 6 monte rapidement jusqu'à la Hope Saddle, à 634 mètres d'altitude. De là, la route se dirige généralement vers l'ouest, le long de la vallée de la rivière Buller et de ses affluents. Au-delà de Murchison, cette vallée se rétrécit pour devenir la pittoresque gorge de Buller, et la route serpente au-dessus des eaux de la rivière.

### Côte Ouest

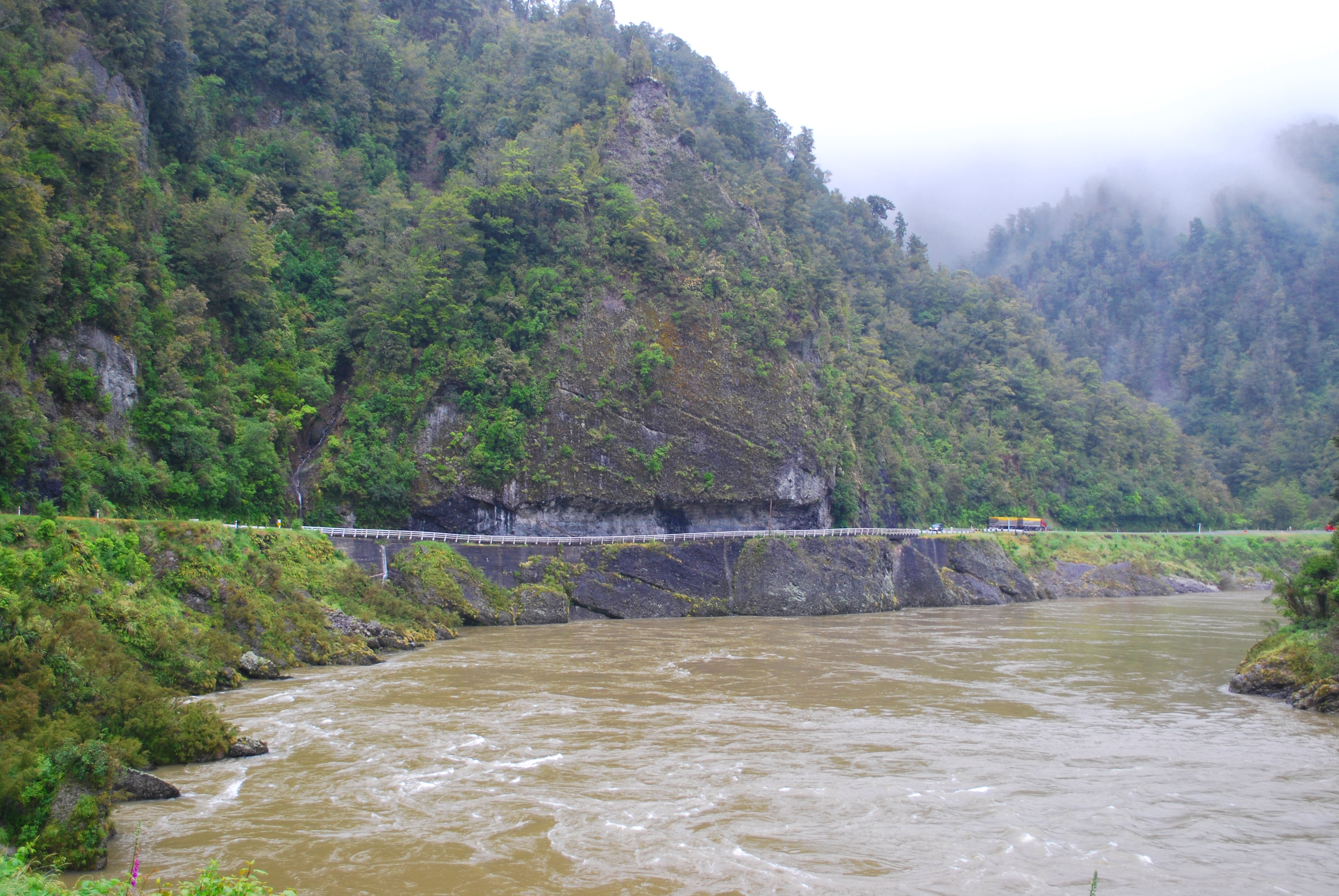
"Hawks Crag", un demi-tunnel d'une plate-forme rocheuse portant la State Highway 6 le long de la rive de la rivière Buller

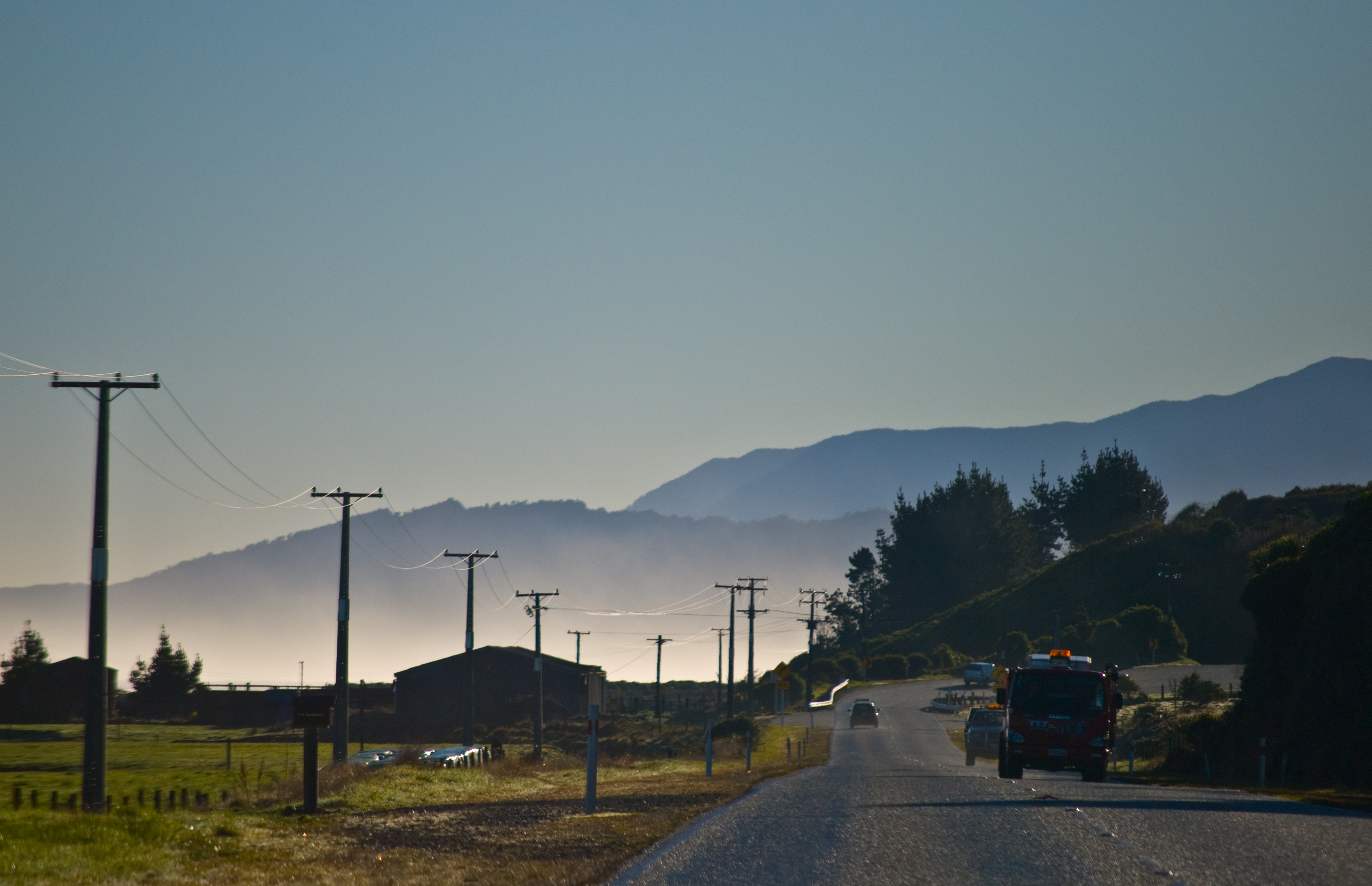
Route nationale 6 près de Kumara Junction.

La route quitte la rivière tandis que sa vallée s'élargit, tournant vers le sud à six kilomètres de Westport, où la rivière atteint la mer. De là, la route reste proche de la côte de Tasman depuis Charleston sur plus de 100 kilomètres, tournant brièvement vers l'intérieur des terres près de Runanga. Ce tronçon de 100 kilomètres comprend deux des plus grandes villes de la côte, Greymouth et Hokitika.
À partir de Hokitika, la route s'éloigne de la côte, mais reste généralement à moins de cinq kilomètres de la mer. La route continue vers le sud au-delà de Ross et Harihari, traversant des forêts domaniales et plusieurs rivières à courant rapide. À soixante-dix kilomètres au sud de Harihari, la route longe le lac Mapourika et atteint la colonie touristique du glacier Franz Josef. Le glacier lui-même, l'un des deux accessibles à pied depuis la route, se trouve à proximité, dans les Alpes du Sud, qui se rapprochent ici de la côte de Tasmanie. Le deuxième glacier, le glacier Fox, est situé à environ 20 kilomètres plus au sud.
La route touche à nouveau brièvement la côte à Bruce Bay avant de se diriger vers l'intérieur des terres au-delà du lac Paringa, avant de réapparaître sur la côte de Tasmanie à Knights Point. Sur cette route, il y a un tronçon de 30 km qui va d'ici au sud jusqu'à Haast est réputé pour ses paysages accidentés. Après avoir traversé la rivière Haast, la route tourne vers l'est et vers l'intérieur des terres en remontant la vallée de la rivière, en passant par les portes de Haast et en traversant le col de Haast à 563 mètres, le plus au sud des trois principaux cols routiers à travers les Alpes du Sud.

### Otago
La RN 6 tourne à nouveau vers le sud du pays, suivant la vallée de la rivière Makarora jusqu'à la pointe nord du lac Wānaka. Ensuite elle longe la côte est du lac avant de traverser The Neck, une selle dans les montagnes qui se situent entre les lacs Wānaka et Hāwea.
La route continue le long de la rive ouest de Hāwea, puis vers le sud le long de la rivière Cardrona jusqu'à Albert Town, à proximité du centre touristique de Wānaka.

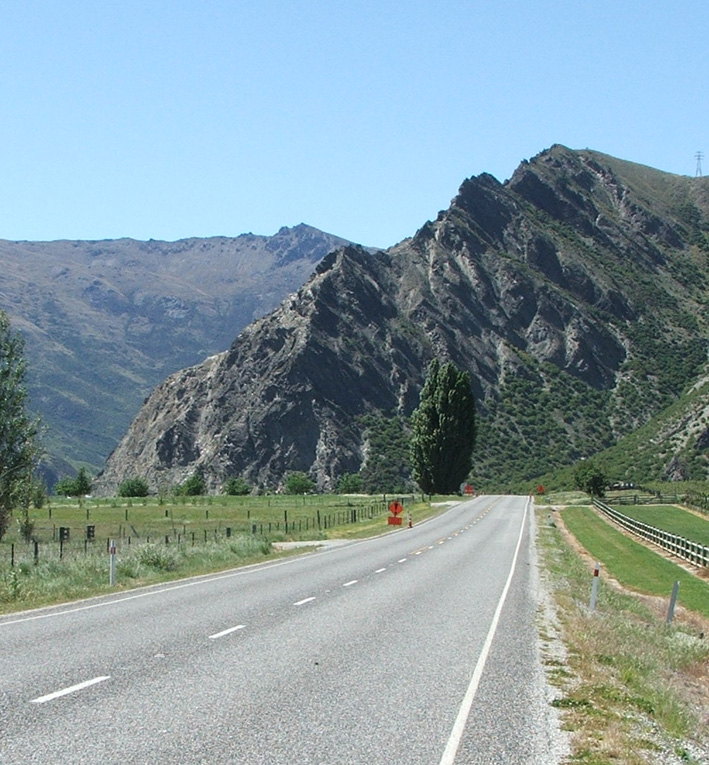
Route nationale 6 à Nevis Bluff.

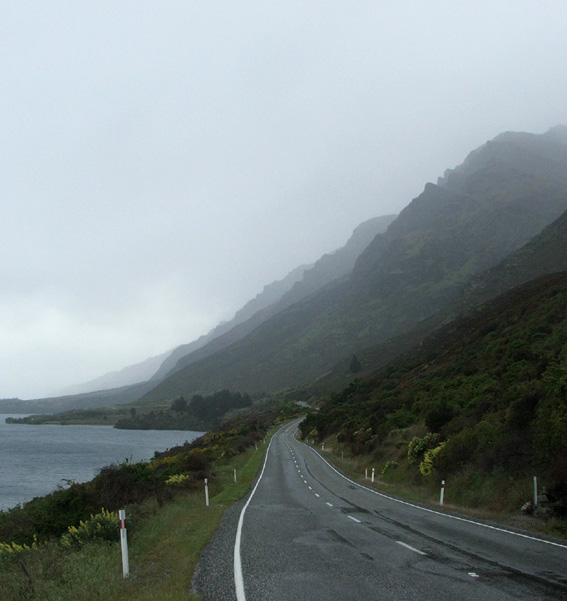
La route nationale 6 longe les pentes des Remarkables et la rive du lac Wakatipu au sud de Queenstown.

À dix kilomètres de Wānaka, la route croise la route nationale 8A (SH 8A), un embranchement de la SH 8 longeant la rive du lac Dunstan . La SH 6 continue vers le sud le long de la rive ouest du lac, parallèlement à la SH 8 qui se trouve sur la rive est. À proximité de Cromwell, un deuxième embranchement, la SH 8B, relie les deux routes. De là, la SH6 tourne vers l'ouest, suivant les gorges étroites et sinueuses de Kawarau, émergeant à proximité de la zone viticole de Gibbston.
À l'extrémité ouest des gorges de Kawarau, à mi-chemin entre Cromwell et Queenstown, la route passe par le Nevis Bluff, un affleurement rocheux schisteux abrupt s'élevant à 100 m au-dessus de la rivière Kawarau.
La route a l'habitude d'être perturbée et fermée à cet endroit en raison de l'instabilité et des chutes de pierres de la falaise. La première route autour de la falaise a été construite en 1866, ouvrant l'accès aux champs aurifères de Wakatipu.
Des glissements importants se sont produits sur la falaise le 20 février 1940, et ont bloqué SH6 en juin 1975.
Le 17 septembre 2000, un éboulement de grande ampleur a enseveli la route au niveau de la falaise, et plusieurs automobilistes ont évité de justesse d'être tués. La chute a été filmée et a montré un volume de 10 000 m³ pour la chute principale ; le nuage de poussière résultant a été vu 5 km,. La société Transit New Zealand a effectué des forages de stabilisation et des dynamitages sur la falaise à deux reprises en 2006 et à nouveau en 2007.
Depuis Nevis Bluff, la route continue vers l'ouest, atteignant Frankton, près de la rive du lac Wakatipu. La route tourne vers le sud pour suivre la rive sud-est du lac, longeant le pied des Remarkables et des montagnes Hector . Ce tronçon de la route est en partie tortueux et serpente sur un tronçon connu sous le nom de « l'escalier du diable ».

### Terre du Sud
La route quitte la rive du lac à Kingston et continue vers le sud jusqu'à Garston, où elle suit brièvement le cours de la rivière Mataura avant de traverser le col de Jollies Hill jusqu'au cours supérieur de la rivière Ōreti près de Lowther.
Puis, elle continue de suivre l'Ōreti vers le sud, à travers Lumsden, puis à travers les plaines du Southland, en passant par la ville de Winton avant d'atteindre son terminus à une jonction avec la SH 1 dans le centre d'Invercargill.

## Sections d'éperon
La RN6 a un embranchement, désigné comme la route nationale 6A (qui fait également partie de la Route panoramique du Sud). Cette route de 6,9 km relie Frankton au centre touristique de Queenstown.

## Caractéristiques techniques

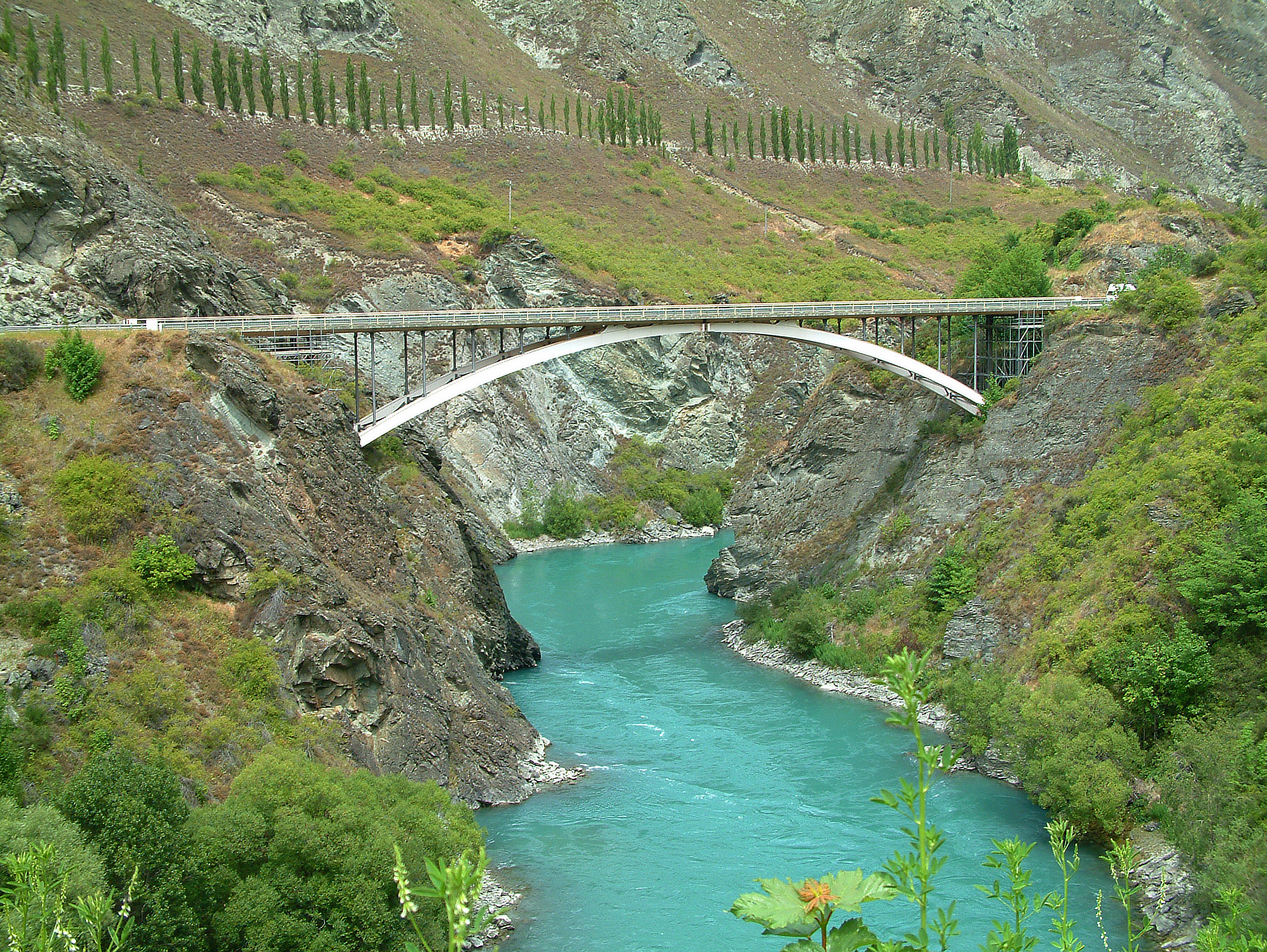
Le pont de la rivière Kawarau sur la route nationale 6

- Hawk's Crag est un demi-tunnel à voie unique creusé dans une falaise rocheuse solide dans la gorge de Buller. Il a été construit en 1869.
- La route comportait un certain nombre de ponts combinés avec les raols, qui ont tous été remplacés aujourd'hui.
- Le pont de la rivière Haast (750 km) est désormais le pont à voie unique le plus long du pays, avec deux travées de dépassement.
- Un pont à deux voies a été construit à Kawarau Falls, juste au sud de Frankton. Ce pont a remplacé le pont à une seule voie qui était jusqu'alors le passage de la route[10]. Celui-ci a ouvert en 2018[11].

## Modifications du tracé
La RN 6 à Nelson City traversait auparavant Stoke entre Annesbrook Drive et Richmond Deviation via Main Road.
En 2003, la RN 6 a été déplacée vers la nouvelle route Whakatu Drive, contournant une grande partie des zones résidentielles.

## Jonctions principales
| Autorité territoriale                                    | Emplacement                    | km                       | Destination              | Notes                    |
| -------------------------------------------------------- | ------------------------------ | ------------------------ | ------------------------ | ------------------------ |
| Marlborough District                                     | Blenheim                       | 0                        |                          | Début de la route 6      |
| Marlborough District                                     | Renwick                        | 10                       |                          |                          |
| Marlborough District                                     | Renwick                        | 14                       |                          |                          |
| Nelson City                                              | Pas de jonctions majeure       | Pas de jonctions majeure | Pas de jonctions majeure | Pas de jonctions majeure |
| Tasman District                                          | Richmond                       | 129                      |                          |                          |
| Tasman District                                          | Kohatu                         | 169                      |                          |                          |
| Tasman District                                          |                                | 196                      | Hope Saddle 634 m        | Hope Saddle 634 m        |
| Tasman District                                          | Kawaitri                       | 209                      |                          |                          |
| Tasman District                                          | Ariki                          | 255                      |                          |                          |
| Buller District                                          | Inangahua Junction             | 297                      |                          |                          |
| Buller District                                          | Westport                       | 328                      |                          |                          |
| Grey District                                            | Greymouth                      | 430                      |                          |                          |
| Westland District                                        | Kumara Junction                | 448                      |                          |                          |
| Westland District / Queenstown-Lakes District limitrophe | Parc National du Mont Aspiring | 815                      | Haast Pass 564 m         | Haast Pass 564 m         |
| Queenstown-Lakes District                                | Mont Iron                      | 839                      |                          |                          |
| Queenstown-Lakes District                                | Luggate                        | 901                      |                          |                          |
| Central Otago District                                   | Cromwell                       | 942                      |                          |                          |
| Queenstown-Lakes District                                | Arrow Junction                 | 983                      |                          | Crée la SH 89            |
| Queenstown-Lakes District                                | Frankton                       | 996                      |                          |                          |
| Southland District                                       | Five Rivers                    | 1 082                    |                          |                          |
| Southland District                                       | Lumsden                        | 1 093                    |                          |                          |
| Southland District                                       | Lumsden                        | 1 095                    |                          |                          |
| Southland District                                       | Winton                         | 1 143                    |                          |                          |
| Southland District                                       | Winton                         | 1 145                    |                          |                          |
| Ivercargill City                                         | Lorneville                     | 1 168                    |                          |                          |
| Ivercargill City                                         | Ivercargill, centre ville      | 1 176                    |                          | Fin de la route 6        |
| terminus multiplex                                       |                                |                          |                          |                          |